# Arbeitsgemeinschaft Masern und Varizellen
Die Arbeitsgemeinschaft Masern und Varizellen (kurz AGMV) ist eine Initiative des Robert Koch-Instituts und der Impfstoffhersteller GlaxoSmithKline und Sanofi Pasteur MSD. Die wissenschaftliche Federführung liegt beim RKI. Das Deutsche Grüne Kreuz (DGK) ist mit der Durchführung des Projektes beauftragt. Kernstück ist ein bundesweites Masern- und Varizellen-Überwachungssystem. Anhand detaillierter Erfassungsbögen berichten Ärzte im gesamten Bundesgebiet ehrenamtlich über Masern- und Varizellenfälle. Beteiligt sind ca. 1400 Meldepraxen. Die Arbeitsgemeinschaft Masern nahm am 1. Oktober 1999 ihre Arbeit auf, die Erweiterung zur AGMV besteht seit 1. April 2005.

## Ziele
Ziele sind unter anderem die Häufigkeit der Masern und Varizellen und deren Komplikationen nach Altersgruppen zu erfassen, zumal nach Infektionsschutzgesetz für Varizellen und Herpes zoster keine Meldepflicht besteht. Der Schweregrad der Erkrankungen und die Häufigkeit von Komplikationen und Herpes-zoster-Fällen, eventuelle Impfdurchbrüche sowie die Akzeptanz der Varizellenimpfung sollen registriert werden. Eine generelle Impfempfehlung besteht seit Juli 2004 für Kinder von 11 bis 14 Monaten.

## Wissenschaftlicher Beirat
Ein wissenschaftlicher Beirat, der sich aus Vertretern der niedergelassenen Kinderärzte und Allgemeinmediziner, Hochschulvertretern, Repräsentanten des Öffentlichen Gesundheitsdienstes und Experten, die in der Impfprävention tätig sind, zusammensetzt, unterstützt und begleitet die Arbeit des Vereins.